# Corymborkis
Die Gattung Corymborkis aus der Familie der Orchideen (Orchidaceae) besteht aus acht Pflanzenarten und ist pantropisch verbreitet. Die Pflanzen wachsen terrestrisch im Unterwuchs von Wäldern.

## Beschreibung
Aus dem Rhizom der Corymborkis-Arten entspringen in kurzen Abständen aufrechte, unverzweigte, bis zu mehrere Meter lange Sprosse. Die Wurzeln entspringen büschelweise an der Basis der Sprosse. Von Corymborkis veratrifolia ist bekannt, dass die Wurzeln von einem drei- bis vierlagigen Velamen umgeben sind. Die Sprosse sind zweizeilig beblättert. Die Blätter sind oval bis lanzettlich geformt, papierartig dünn, entlang der zahlreich sichtbaren Längsnerven gefaltet. An der Basis gehen sie ohne Stiel oder nur sehr kurz gestielt in eine Blattscheide über, die den Spross umfasst.
Die Blütenstände erscheinen seitlich aus den Blattachseln. Sie sind kürzer als die Blätter, tragen zahlreiche Blüten und sind meist verzweigt. Die Blüten können resupiniert sein, sie stehen zweizeilig angeordnet an der Blütenstandsachse, der Blütenstiel ist kurz und verdreht, der Fruchtknoten zylindrisch. Die Blütenfarbe ist weiß, gelblich oder grünlich. Die Blütenblätter sind bis auf die Lippe einander gleich geformt: linealisch bis lanzettlich, an der Basis abrupt schmaler und dadurch spatelförmig. An der Basis sind die Blütenblätter ein kurzes Stück miteinander verwachsen oder aneinander haftend. Die Lippe ist etwas breiter als die anderen Blütenblätter, sie umfasst mit dem unteren, schmalen Teil die Säule, der vordere, breite Teil ist ausgebreitet bis zurückgeschlagen. Die Säule ist lang, schlank, seitlich geflügelt. Das Staubblatt steht dorsal, in der Achse der Säule, es enthält zwei längliche Pollinien. Die Pollinien sind selbst wieder längs geteilt, der Pollen liegt in zahlreiche Bröckchen zusammenklebend vor. Die Pollinien hängen über ein zylindrisches Stielchen (Hamulus) an der Klebdrüse (Viscidium). Zwischen Staubblatt und Narbe liegt das deutlich ausgebildete Rostellum, dieses ist zweilappig. Die zweilappige Narbe liegt quer zur Säulenachse. Die Kapseln sind sechsfach gerippt, häufig bleiben die vertrockneten Blütenreste an der Frucht haften.
Comber berichtet von Corymborkis veratrifolia, dass die weißen, nachts duftenden Blüten von Nachtfaltern besucht werden.

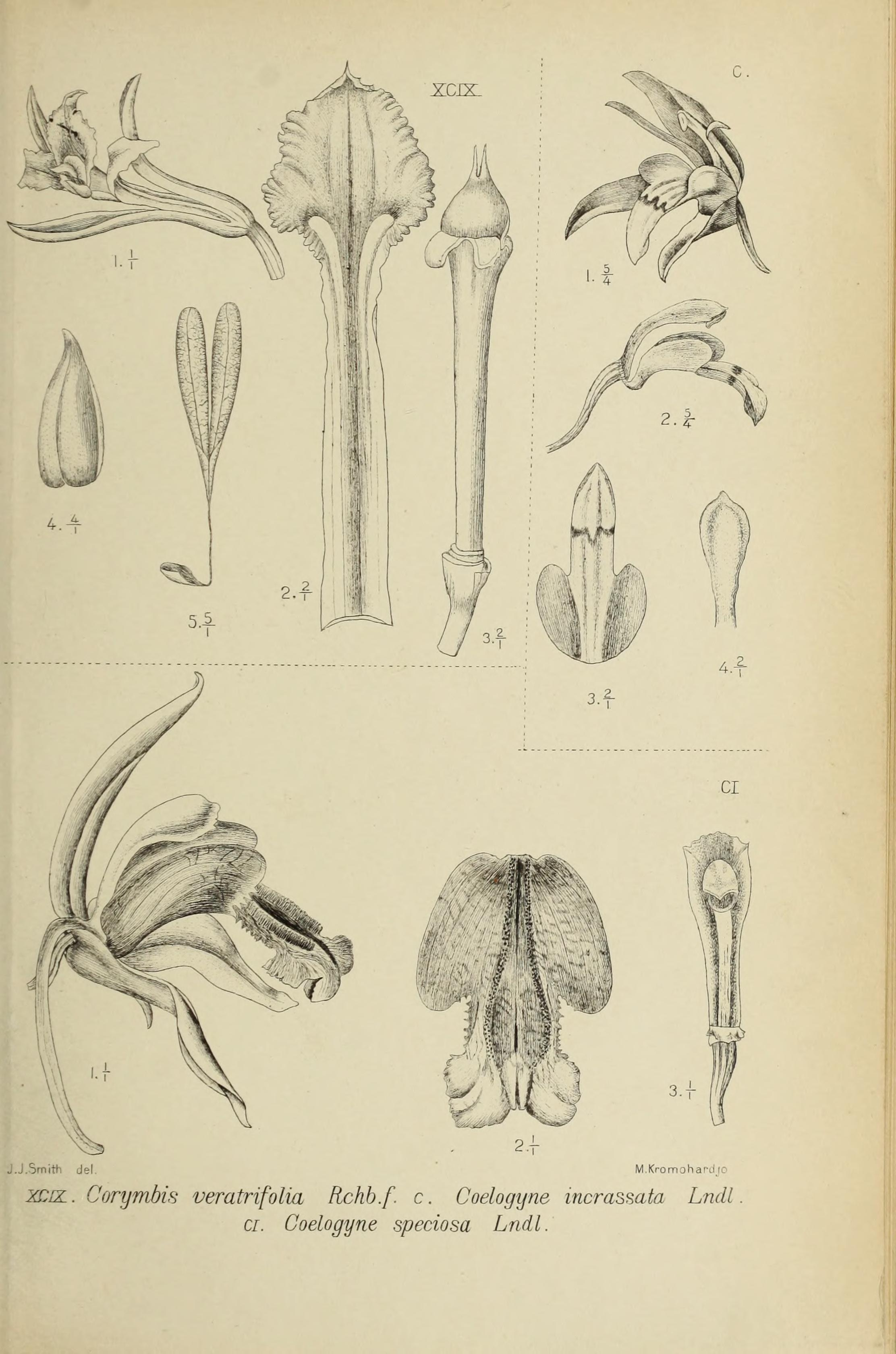
Illustration von Corymborkis veratrifolia

## Verbreitung
Die Arten der Gattung Corymborkis haben eine weite Verbreitung in den Tropen. In Amerika besiedeln sie die Karibik, Mexiko, Mittel- und Südamerika bis nach Paraguay und Argentinien im Süden. In Afrika kommen sie südlich der Sahara bis auf Wüstengebiete fast überall vor, ebenfalls auf Madagaskar und den Komoren. In Südostasien kommen sie von Südchina bis in den Norden Australiens vor, Richtung Südosten erreichen sie noch die Salomonen.
Sie wachsen terrestrisch in feuchten oder trockenen Wäldern.

## Systematik und botanische Geschichte
Die Gattung Corymborkis wurde 1809 von Thouars mit der Typusart Corymborkis corymbis in Nouveau Bulletin des Sciences, Publie par la Société Philomatique de Paris Band 1, Teil 19, Seite 318 beschrieben. Der Gattungsname stammt vom griechischen κόρυμβος corymbos, „Kuppe“ (auch: „Blütentraube“) und beschreibt die rispigen Blütenstände.
Die Gattung bildet zusammen mit Tropidia die Tribus Tropidieae.
Folgende Arten sind in dieser Gattung bekannt:
- Corymborkis corymbis Thouars, tropisches und südliches Afrika, Madagaskar und Inseln im westlichen Indischen Ozean.[2]
- Corymborkis flava (Sw.) Kuntze, tropisches Amerika.[2]
- Corymborkis forcipigera (Rchb.f. & Warsz.) L.O.Williams, Mexiko bis Kolumbien und Inseln der Karibik.[2]
- Corymborkis galipanensis (Rchb.f.) Foldats, Kolumbien und nördliches Venezuela.[2]
- Corymborkis guyanensis Szlach., S.Nowak & Baranow: Sie wurde 2017 aus Guayana erstbeschrieben.[2]
- Corymborkis harlingii Szlach. & Kolan.: Sie wurde 2017 aus Kolumbien und Ecuador erstbeschrieben.[2]
- Corymborkis minima P.J.Cribb, Kamerun und Äquatorial-Guinea.[2]
- Corymborkis veratrifolia (Reinw.) Blume, tropisches und subtropisches Asien, Queensland und pazifische Inseln.[2]

Für Corymborkis Thouars gibt es folgende Synonyme: Corymbis Thouars ex Lindl. nom. superfl., Corymborchis Thouars ex Blume orth. var., Hysteria Reinw., Macrostylis Breda nom. illeg., Rhynchandra Rchb., Rhynchanthera Blume nom. illeg., Tomotris Raf.